# Itawamba County
Itawamba County ist ein County im US-Bundesstaat Mississippi. Der Verwaltungssitz (County Seat) ist Fulton, das nach Robert Fulton benannt wurde. Das U.S. Census Bureau hat bei der Volkszählung 2020 eine Einwohnerzahl von 23.863 ermittelt.

## Geographie
Das County liegt im Nordosten von Mississippi, grenzt im Osten an Alabama und hat eine Fläche von 1400 Quadratkilometern, wovon 21 Quadratkilometer Wasserfläche sind. Es grenzt an folgende Countys:
| Prentiss County |               | Tishomingo County         |
| Lee County      |               | Franklin County (Alabama) |
|                 | Monroe County | Marion County (Alabama)   |

## Geschichte
Itawamba County wurde am 9. Februar 1836 aus Indianerland gebildet. Benannt wurde es nach einem indianischen Anführer. Die archäologische Fundstätte Pharr Mounds, die im County liegt, ist im National Register of Historic Places eingetragen.
1942 wurde im Itawamba County die Country-Sängerin Tammy Wynette geboren. 

## Demografische Daten

Alterspyramide des Itawamba Countys (Stand: 2000)

Nach der Volkszählung im Jahr 2000 lebten im Itawamba County 22.770 Menschen in 8773 Haushalten und 6500 Familien. Die Bevölkerungsdichte betrug 17 Personen pro Quadratkilometer. Ethnisch betrachtet setzte sich die Bevölkerung zusammen aus 92,47 Prozent Weißen, 6,47 Prozent Afroamerikanern, 0,14 Prozent amerikanischen Ureinwohnern, 0,18 Prozent Asiaten und 0,32 Prozent aus anderen ethnischen Gruppen; 0,42 Prozent stammten von zwei oder mehr Ethnien ab. 0,99 Prozent der Bevölkerung waren spanischer oder lateinamerikanischer Abstammung, die verschiedenen der genannten Gruppen angehörten.
Von den 8773 Haushalten hatten 33,2 Prozent Kinder unter 18 Jahren, die mit ihnen lebten. 60,3 Prozent waren verheiratete, zusammenlebende Paare, 9,9 Prozent waren allein erziehende Mütter und 25,9 Prozent waren keine Familien. 23,4 Prozent aller Haushalte waren Singlehaushalte und in 11,1 Prozent lebten Menschen im Alter von 65 Jahren oder darüber. Die durchschnittliche Haushaltsgröße lag bei 2,51 und die durchschnittliche Familiengröße bei 2,95 Personen.
24,2 Prozent der Bevölkerung war unter 18 Jahre alt, 10,6 Prozent zwischen 18 und 24, 27,8 Prozent zwischen 25 und 44, 23,2 Prozent zwischen 45 und 64 Jahre alt und 14,2 Prozent waren 65 Jahre oder älter. Das Durchschnittsalter betrug 36 Jahre. Auf 100 weibliche kamen statistisch 94,1 männliche Personen und auf 100 Frauen im Alter von 18 Jahren oder darüber kamen 92,5 Männer.

Das durchschnittliche Einkommen eines Haushaltes betrug 31.156 USD, das einer Familie 36.793 USD. Männer hatten ein durchschnittliches Einkommen von 29.231 USD, Frauen 20.900 USD. Das Prokopfeinkommen lag bei 14.956 USD. Etwa 10,1 Prozent der Familien und 14,0 Prozent der Bevölkerung lebten unterhalb der Armutsgrenze.

## Städte und Gemeinden
- Fulton
- Mantachie
- Tremont

## Bildung
Im Itawamba County gibt es sechs Schulen, eine davon ist die Itawamba Agricultural High School.